# Aeródromo Malloco
El Aeródromo Malloco (OACI: SCMF) es un terminal aéreo ubicado junto a 10 kilómetros al noroeste de la ciudad de Villarrica, Provincia de Cautín, Región de la Araucanía, Chile. Es de propiedad pública.